# Pau (Vavaʻu)
Pau (auch: Bau) ist eine winzige, unbewohnte Insel in der tonganischen Inselgruppe Vavaʻu.

## Geographie
Pau ist ein kleines Motu vor der Westküste von Taunga. Sie gehört zum Riff südöstlich des Zentrums von Vavaʻu.

## Klima
Das Klima ist tropisch heiß, wird jedoch von ständig wehenden Winden gemäßigt. Ebenso wie die anderen Inseln der Vavaʻu-Gruppe wird Pau gelegentlich von Zyklonen heimgesucht.